# De la Conquête de Constantinople

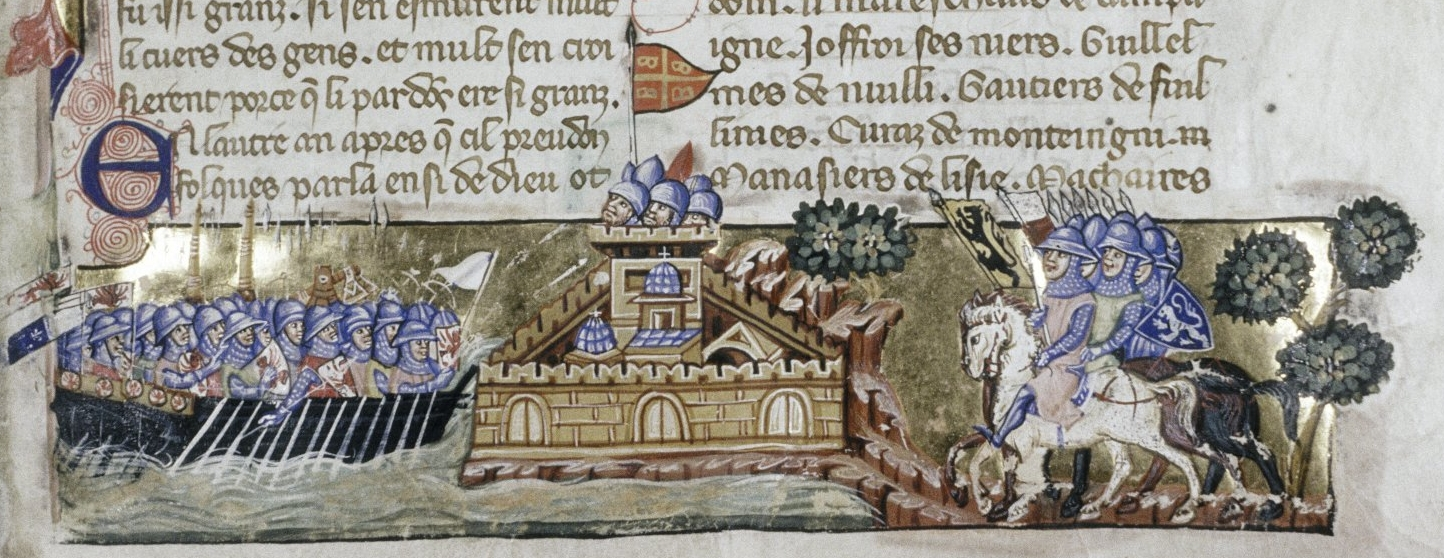
Attacke von Kreuzrittern auf Konstantinopel. Miniatur einer Edition von Villehardouins Werk aus dem 14. Jahrhundert

De la Conqueste de Constantinople (dt.: Von der Eroberung Konstantinopels) ist ein Werk in altfranzösischer Sprache und eines der wichtigsten historischen Dokumente zum Vierten Kreuzzug (1202 bis 1204). Der Augenzeugenbericht wurde von Gottfried von Villehardouin verfasst, einem Ritter und Kreuzfahrer, der am 13. April 1204 an der Eroberung und Plünderung Konstantinopels, der Hauptstadt des Byzantinischen Reiches, beteiligt war.

## Hintergrund

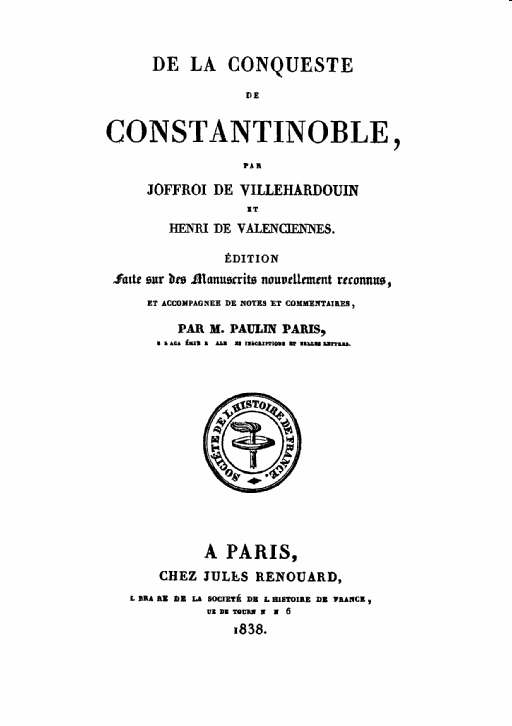
Gedruckte Version der Chronik. Deckblatt

Villehardouin nahm 1199 an dem Turnier teil, das Theobald III. veranstaltete und das der Ausgangspunkt des Vierten Kreuzzuges war. Im Verlauf der fünf Jahre, in denen der Kreuzzug stattfand, handelte er als Gesandter, Botschafter, Berater und in der Schlacht von Adrianopel auch als Heerführer. Erst Jahre später verfasste er seinen Bericht.
Villehardouin schrieb De la Conquête de Constantinople in der Form eines Epos. Er schreibt in der dritten Person und verbindet Objektivität mit kirchentreuen Gesichtspunkten. Eine häufig angewandte Technik ist es, eine Schlacht oder Episode nach subjektiven oder militaristischen Vorgaben zu erzählen und anschließend eine eigene persönliche und religiöse Deutung folgen zu lassen.
Villehardouin kündigt Ereignisse in der Zukunft an und betont die Unwissenheit der Handelnden im Moment. Das Ergebnis beschreibt er in seiner eigenen Sicht und gibt dem Leser nicht die Freiheit, die Taten der Charaktere selbst zu bewerten. Daher lohnt es sich, seine Berichte mit den Aufzeichnungen von Robert de Clari zu vergleichen. Er rekapituliert die Ereignisse, die dazu führten, dass Alexios III. mit den Kreuzfahrern verhandelte.
Für ihn ist der Kreuzzug mehr als nur ein Heiliger Krieg, es ist ein Ereignis von solcher Bedeutung, dass er ihn in seinem Werk ausführlich wieder zum Leben erwecken und die Akteure beschreiben muss. Er beschreibt zum Beispiel den Dogen von Venedig als einen Blinden, der dennoch zuverlässig seine Männer in der Schlacht führt. Heutige Forschungen können dies nicht bestätigen, tendieren jedoch dazu, dass er nicht blind, sondern nur kurzsichtig oder sehr schlecht sehend war. Villehardouin verweist oft auf das Rolandslied und ganz wie das ältere Werk beschreibt er die französische Armee als erwählte, die dazu bestimmt ist, Gottes Willen zu vollstrecken. Und als Villehardouin beschreibt, wie Graf Louis verweigert, das Schlachtfeld zu verlassen, gibt es klare Hinweise auf die Funktion von Rolands Steigerung in seinem Epos.
Villehardouins Werk stellt einen lebendigen Bericht des Vierten Kreuzzuges dar. Zu Beginn behauptet er, dass er ein Pilger sei, aber klärt niemals seine Lehre des Kreuzzuges auf und es fehlt die Beschreibung, welchen Einfluss Folques de Nuilli auf die Entstehung des Kreuzzuges hatte. Irreführende Teile aus der Conquête berichten davon, wie die Gesandtschaft behandelt worden sei und von den Verhandlungen, die dazu führen, dass Venedig der Haupthafen des Kreuzzuges wird. Viele Historiker bezeichnen die Berechnungen, die Villehardouin über die benötigte Anzahl an Männern und Pferden aufstellt, als ritterlichen Enthusiasmus kombiniert mit christlichem Idealismus. Villehardouin behauptet zwar, dass die Venezianer übervorteilt wurden, dabei rechnet er jedoch selbst mit überhöhten Zahlen, denn anstatt der geplanten 33.000 Mann traten nur 11.000 an. Möglicherweise fuhren jedoch von anderen Häfen Kreuzfahrer ab.
Villehardouin überliefert sehr detailreich das Konzil von Zara und lässt damit ein negatives Bild dieses Teils des Kreuzzuges erstehen. Er beschreibt, wie die Bürger von Zara die Kreuzfahrer anflehten, nicht die christliche Stadt anzugreifen und gibt ein unverstelltes Bild der Plünderungen. In diesem Zuge bemerkt er, dass die Franken die Stadt nicht angreifen wollten und dass daraufhin viele vom Kreuzzug desertierten. Diese Einstellung wiederholt sich bei der Belagerung von Konstantinopel. Villehardouin ist beschämt durch die Handlungsweise der Kreuzfahrer und beschreibt Zerstörung und Diebstahl. Er erzählt, dass Konstantinopel mehr berühmte und altehrwürdige Schätze besitzt, als der Rest der Welt insgesamt. In seinem ganzen Werk zeigt Villehardouin ein Verständnis für die Geschichte und für die griechische Kultur, die eine vollständige Sicht der Dinge ermöglicht.

## Textbeispiel
Als Textbeispiel dienen die ersten Abschnitte der Chronik:

„Sachiez que mille cent quatre-vinz et dix huit ans après l'incarnation nostre seingnor Jésus Christ, al tens Innocent trois, apostoille de Rome, et Philippe, roi de France, et Richart, roi d’Angleterre, ot un saint home en France qui ot nom Folques de Nuilli. Cil Nuillis siet entre Lagny-sor-Marne et Paris; e il ère prestre et tenoit la paroiche de la ville. Et cil Folques dont je vous di, comença à parler de Dieu par France et par les autres terres entor, et Nostre Sires fist maint miracles por luy.
Sachiez que la renommée de cil saint home alla tant qu’elle vint a l'apostoille de Rome, Innocent; et l’apostoille envoya en France et manda al prod'ome que il empreschast des croiz par s’autorité. Et après y envoia un suen cardonal, maistre Perron de Chappes, croisié, et manda par luy le pardon tel come vos dirai: Tuit cil qui se croisieroient et feroient le service Dieu un an en l’ost, seroient quittes de toz les péchiez que il avoient faiz, dont il seroient confés. Por ce que cil pardons fu issi granz, si s’en esmeurent mult li cuers des gens; et mult s’encroisièrent por ce que li pardons ère si grans.“

Übersetzung:

„Wisst, dass tausend-einhundert-sieben-und-neunzig Jahre nach der Menschwerdung unseres Herrn Jesus Cristus, in der Zeit Innocents des dritten, des Apostels von Rom, und Philipps, Königs von Frankreich und Richards, König von England, da gab es einen heiligen Mann in Frankreich, der hatte den Namen Folques de Nuilli. Dieses Neuilly liegt zwischen Lagny-sor-Marne und Paris; und er war Priester und hielt die Parochie der Stadt. Und dieser Folques, von dem ich spreche, begann von Gott zu sprechen, in Frankreich, und in den anderen Landen im Umkreis, und Unser Herr müsst ihr wissen wirkte Wunder für ihn.
Wisst weiterhin, dass der Ruhm dieses heiligen Mannes so stieg, dass er bis zum Apostel nach Rom drang, Innocent; und der Apostel sandte nach Frankreich und beauftragte den würdigen Mann, das Kreuz (den Kreuzzug) zu predigen in seiner Autorität. Und nachdem hatte er seinen Kardinal dorthin gesandt, Maistre Perron de Chappes, der selbst das Kreuz genommen hatte, und gab durch ihn den Ablass, von dem ich euch erzähle: Alle, die das Kreuz nahmen und den Dienst leisteten für Gott ein Jahr lang im Osten/im Heer, würden befreit von allen Sünden, die sie begangen hatten, davon seien sie freigesprochen in der Beichte. Und weil dieser Ablass so groß war, wurden die Herzen der Männer sehr bewegt; und viele nahmen das Kreuz weil der Ablass so großzügig war.“

## Ausgaben
- Du Cange: Histoire de l'empire de Constantinople sous les empereurs françois. Band 1, 1729 (französisch, archive.org).
- Jean Alexandre Buchon, Paris 1828
- J. M. Dent, Frank T. Marzials, London 1908
- Franz Getz (Übers.): Die Eroberung von Konstantinopel durch die Kreuzfahrer im Jahre 1204, Voigtländer (Voigtländers Quellenbücher, Bd. 87), Leipzig 1915
- Histoire de la Conquête de Constantinople: Un Chevalier a la Croisade, Tallandier, Paris 1981